# John J. Blaine
Pour les articles homonymes, voir Blaine.
John James Blaine (né le 4 mai 1875 à Wingville - mort le 16 avril 1934 à Boscobel) est le 24e gouverneur du Wisconsin de 1921 à 1927 et sénateur des États-Unis de 1927 à 1933. Membre du  Parti républicain, il fut maire de Boscobel, procureur général du Wisconsin et membre du Sénat de cet État.
Blaine a été le seul sénateur à voter contre le pacte Briand-Kellogg, traité international qui « condamnent le recours à la guerre pour le règlement des différends internationaux ». Il est également l'auteur du XXIe amendement de la Constitution des États-Unis (Blaine Act) qui abroge la prohibition d'alcool aux États-Unis.
En 1932, Blaine est battu lors des primaires pour la sénatoriale par le candidat républicain John B. Chapple (en), qui est lui-même battu lors de l'élection générale par le Démocrate F. Ryan Duffy.